# Хумосу (Јаши)
Хумосу (рум. Humosu) насеље је у Румунији у округу Јаши у општини Сирецел. Oпштина се налази на надморској висини од 422 m.

## Становништво
Према подацима из 2002. године у насељу је живело 799 становника, од којих су сви румунске националности.